# Hofburg
Slottet og borgen Hofburg i Wien var den kejserlige østrigske residens. Fra 1438 til omkring 1580 var den residens for kejseren af det tysk-romerske rige, og til 1918 residens for kejseren af Østrig.
I dag er Hofburg kontor for Østrigs forbundspræsident og blandt andet den Spanske Rideskole og Østrigs Nationalbibliotek har til huse i komplekset. Sale udlejes til baller.